# Вітрогон
Вітрого́н — село в Україні, у  Біловодській селищній громаді Старобільського району Луганської області. Населення становило 119 осіб (на 2001 рік).

## Населення
За даними перепису 2001 року населення села становило 119 осіб, з них 62,18% зазначили рідною мову українську, а 37,82% — російську.